# Planeta kwiatów
Planeta kwiatów – bajka baletowa dla dzieci według scenariusza i w choreografii Jerzego Wojtkowiaka.
Sztukę przygotowano dla Teatru Muzycznego w Poznaniu. Premiera odbyła się 22 października 1991. Akcja ma miejsce na planecie zamieszkałej przez kwiaty, na której życie byłoby szczęśliwe, gdyby nie to, że od czasu do czasu kwiaty są porywane przez złego księcia z Planety Ognia. Problem zostaje rozwiązany przez przybysza z Ziemi, który uwalnia uprowadzoną wcześniej córkę Króla Kwiatów, a także zakochuje się w niej. Ostatecznie triumfuje dobro. W jednej ze scen pojawia się m.in. Pan Twardowski. Baletowi towarzyszy muzyka Vangelisa i Piotra Czajkowskiego.